# Voetbalkampioenschap van Elbe-Elster 1912/13
In 1912/13 werd het tweede voetbalkampioenschap van Elbe-Elster gespeeld, dat georganiseerd werd door de Midden-Duitse voetbalbond. De competitie werd volledig onthoofd doordat maar liefst vijf clubs zich terugtrokken. Viktoria Wittenberg trok zich na zes wedstrijden terug, waarvan het er vier gewonnen had. Allemannia Jessen trok zich na drie wedstrijden terug. De gespeelde wedstrijden werden geannuleerd, beide clubs keerden wel het volgende seizoen terug. FC Preußen Torgau werd in januari 1913 ontbonden, de club had één wedstrijd gewonnen en vier keer verloren. Viktoria Jüterborg en Hertha Wittenberg trokken zich nog voor de seizoensstart terug uit de Midden-Duitse voetbalbond.
FC Hartenfels Torgau werd kampioen, om een onbekende reden werd de club niet afgevaardigd naar de Midden-Duitse eindronde.

## 1. Klasse
| Plaats | Club                      | Wed.           | W              | G              | V              | Saldo          | Ptn.           |
| ------ | ------------------------- | -------------- | -------------- | -------------- | -------------- | -------------- | -------------- |
| 1.     | FC Hartenfels 1909 Torgau | 4              | 3              | 1              | 0              | 11:06          | 07:01          |
| 2.     | VfB Herzberg              | 4              | 2              | 1              | 1              | 20:09          | 05:03          |
| 3.     | FC Sportfreunde Torgau    | 4              | 0              | 0              | 4              | 04:20          | 00:08          |
| 4.     | FC Viktoria 07 Wittenberg | Teruggetrokken | Teruggetrokken | Teruggetrokken | Teruggetrokken | Teruggetrokken | Teruggetrokken |
| 5.     | FC Allemannia Jessen      | Teruggetrokken | Teruggetrokken | Teruggetrokken | Teruggetrokken | Teruggetrokken | Teruggetrokken |
| 6.     | FC Preußen Torgau         | Teruggetrokken | Teruggetrokken | Teruggetrokken | Teruggetrokken | Teruggetrokken | Teruggetrokken |
| 7.     | FC Viktoria Jüterbog      | Teruggetrokken | Teruggetrokken | Teruggetrokken | Teruggetrokken | Teruggetrokken | Teruggetrokken |
| 8.     | FC Hertha Wittenberg      | Teruggetrokken | Teruggetrokken | Teruggetrokken | Teruggetrokken | Teruggetrokken | Teruggetrokken |

|  | Kampioen, trok zich terug voor volgend seizoen   |
|  | Speelt volgend seizoen niet meer in de 1. Klasse |